# Toloxis intricata
Toloxis intricata là một loài Rêu trong họ Meteoriaceae. Loài này được (Mitt.) L.-Y. Pei, Y. Jia & Y.-F. Wang mô tả khoa học đầu tiên năm 2011.